# Engaresero
Engaresero (auch Engare Sero) ist ein Verwaltungsbezirk (Ward) des Distrikts Ngorongoro in der tansanischen Region Arusha.

## Geografie
Engaresero liegt im Norden von Tansania etwa 120 Kilometer Luftlinie nordwestlich von Arusha. Der Bezirk besteht aus dem südlichen Teil des Natronsees und dem Gebiet südwestlich davon bis zum Ol Doinyo Lengai. Er grenzt im Norden an Pinyinyi, im Osten an Gelai Lumbwa und Gelai Meirugoi des Distrikts Longido, im Südosten an Engaruka des Distrikts Monduli, im Süden an Naiyobi und im Westen an Malambo.
Das Gebiet ist 1031 Quadratkilometer groß und bei der Volkszählung 2022 lebten hier 7697 Menschen in 1782 Haushalten.

## Gliederung
Engaresero besteht aus einer Gemeinde (Mtaa) mit vier Orten (Kitongoji):
| Engaresero - Naiboroso - Reparkashi - Engaresero - Monic |

## Sehenswürdigkeiten
- Fußabdrücke: Im Jahr 2006 wurden auf einer Fläche von 300 Quadratmetern etwa 400 Fußabdrücke von Tieren und Menschen entdeckt. Die Spuren entstanden vor 6.000 bis 19.000 Jahren in einem vulkanischen Schlammstrom.[7]
- Wasserfall: Der Engaresero-Wasserfall befindet sich rund drei Kilometer südlich des Dorfes Engaresero.[8][3]